# قدم فران
حكايات جزيرة التنانين مسلسل رسوم متحركة أمريكي كندي عرض لأول مره في 8 يوليو 2006 واستمر عرضه حتى 10 أبريل 2010. تمت دبلجة المسلسل للعربي.

## روابط خارجية
- قدم فران على موقع IMDb (الإنجليزية)
- قدم فران على موقع كينوبويسك (الروسية)
- قدم فران على موقع قاعدة بيانات الفيلم (الإنجليزية)